# BD-13 5808
BD-13 5808은 메시에 73에서 3번째로 밝으며, 온도가 낮은 F형 주계열성으로 추정이 된다.